# Animal Welfare Party
Animal Welfare Party (AWP, deutsch: Tierschutzpartei) ist eine britische Kleinpartei. Sie setzt sich hauptsächlich für Tierschutz, Tierrechte und Umweltpolitik ein.
Die Partei ist hauptsächlich in London und Wales aktiv. Nach eigenen Angaben hat die Partei mehr als 100 Mitglieder und mehr als 14.000 Anhänger.

## Geschichte
Die Partei wurde im Dezember 2006 unter dem Namen Animals Count (Tiere zählen) von Shaun Rutherford und der Niederländerin Jasmijn de Boo gegründet. Der aktuelle Name wurde 2013 angenommen. Vorbild der Partei ist die niederländische Partij voor de Dieren, für die de Boo bei der Europawahl 2004 angetreten war.
Vanessa Hudson kam bei der Londoner Bürgermeisterwahl 2021 mit 0,7 % der Stimmen auf Platz 12. Femy Amin kam bei der Londoner Bürgermeisterwahl 2024 mit 1,2 % der Stimmen auf Platz 8.

## Programmatik
Die Partei fordert unter anderem eine allgemeine Krankenversicherung für Tiere nach dem Vorbild des National Health Service (Nationaler Gesundheitsdienst). Daneben werden mehr Grünflächen und Parks gefordert, die durch „Grüne Korridore“ verbunden werden sollen.

## Wahlen
Animals Count trat erstmals 2008 bei der Wahl zur London Assembly an. Im Wahlbezirk Lambeth and Southwark erreichte sie 1,1 % der Stimmen. Bei der Europawahl 2009 kandidierte sie mit einer Liste im Wahlbereich East of England und erreichte 0,8 % der Stimmen. Bei den Unterhauswahlen 2010 kandidierte Richard Deboo im Londoner Wahlkreis Islington South and Finsbury für die Partei und errang 0,3 % der Stimmen.

### Wahlergebnisse
Prozentergebnisse und Gesamtsitze beziehen sich auf das Vereinigte Königreich. Unterhauswahlen erfolgten durchgehend nach Mehrheitswahlrecht und Wahlen zum Europaparlament nach Verhältniswahlrecht. Wahlen zum schottischen Parlament und Wahlen zur London-Versammlung erfolgen nach einem Mixed-Member Proportionalsystem und Wahlen zur Nordirland-Versammlung nach Präferenzwahlrecht.
| Jahr | Wahl                              | Stimmenanteil | Sitze |
| ---- | --------------------------------- | ------------- | ----- |
| 2008 | Wahl zur London-Versammlung 2008  | 0,1 %         | 0/25  |
| 2009 | Europawahl 2009                   | 0,1 %         | 0/72  |
| 2010 | Unterhauswahlen 2010              | <0,1 %        | 0/650 |
| 2014 | Europawahl 2014                   | 0,1 %         | 0/73  |
| 2015 | Unterhauswahlen 2015              | <0,1 %        | 0/650 |
| 2016 | Parlamentswahl in Schottland 2016 | 0,1 %         | 0/129 |
| 2016 | Wahl zur London-Versammlung 2016  | 1,0 %         | 0/25  |
| 2016 | Nordirland-Versammlung 2016       | <0,1 %        | 0/108 |
| 2017 | Unterhauswahlen 2017              | <0,1 %        | 0/650 |
| 2019 | Europawahl 2019                   | 0,2 %         | 0/73  |
| 2019 | Unterhauswahlen 2019              | <0,1 %        | 0/650 |
| 2021 | Parlamentswahl in Schottland 2021 | 0,1 %         | 0/129 |
| 2021 | Wahl zur London-Versammlung 2021  | 1,7 %         | 0/25  |
| 2024 | Wahl zur London-Versammlung 2024  | 1,7 %         | 0/25  |
| 2024 | Unterhauswahlen 2024              | <0,1 %        | 0/650 |